# Ageneiosus polystictus
Ageneiosus polystictus és una espècie de peix de la família dels auqueniptèrids i de l'ordre dels siluriformes.

## Morfologia
Els mascles poden assolir els 45 cm de llargària total.

## Distribució geogràfica
Es troba a Sud-amèrica: conques dels rius  Negro i Branco.